# Mezőnyárád, Borsod-Abaúj-Zemplén
Mezőnyárád este un sat în districtul Mezőkövesd, județul Borsod-Abaúj-Zemplén, Ungaria, având o populație de 1.683 de locuitori (2011). 

## Demografie
Componența etnică a satului Mezőnyárád
     Maghiari (99,45%)
     Necunoscut (0,21%)
     Germani (0,35%)
     Alții (0,21%)
Componența confesională a satului Mezőnyárád
     Romano-catolici (58,65%)
     Reformați (8,85%)
     Fără religie (5,41%)
     Necunoscută (25,97%)
     Alte religii (1,37%)
Conform recensământului din 2011, satul Mezőnyárád avea 1.683 de locuitori. Din punct de vedere etnic, majoritatea locuitorilor (99,45%) erau maghiari. Apartenența etnică nu este cunoscută în cazul a 0,21% din locuitori.  Din punct de vedere confesional, majoritatea locuitorilor (58,65%) erau romano-catolici, existând și minorități de reformați (8,85%) și persoane fără religie (5,41%). Pentru 25,97% din locuitori nu este cunoscută apartenența confesională.